# كولن ميلر (لاعب هوكي الجليد كندي)
كولن ميلر هو لاعب هوكي الجليد كندي، ولد في 21 أغسطس 1971 في غريمسبي في كندا.

## وصلات خارجية
- كولن ميلر على موقع دوري الهوكي الوطني (الإنجليزية)
- كولن ميلر على موقع EliteProspects.com (الإنجليزية)
- كولن ميلر على موقع HockeyDB.com (الإنجليزية)